# Хазан, Орен
Орен Асаф Хазан (ивр. אורן חזן‎) — израильский политик, член кнессета от партии Ликуд в кнессете 20-го созыва.
В 2019 году воскресил фракцию «Цомет» после того, как не смог получить реальное место в списке «Ликуда».
Хазан является противоречивой и скандальной фигурой в израильской политике.
В 2012−2014 годах — управлял казино в Бургосе в Болгарии, употреблял тяжелые наркотики.
Хазан неоднократно отстранялся от участия в работе Кнессета. Например, в ноябре 2018 был отстранен на 6 недель из кнессета за оскорбительные высказывания в адрес заместителя министра обороны.
В январе 2019 года влип в очередной скандал, оскорбив свою коллегу Пнину Тамано-Шата, депутата кнессета эфиопского происхождения.